# Kuchyňa
Kuchyňa é um município da Eslováquia, situado no distrito de Malacky, na região de Bratislava. Tem 45,13 km² de área e sua população em 2019 foi estimada em 1688 habitantes.

## Demografia
| Ano:        | 1994 | 2004   | 2014   | 2024   |
| ----------- | ---- | ------ | ------ | ------ |
| Broj ljudi: | 1581 | 1626   | 1691   | 1798   |
| Razlika:    |      | +2,84% | +3,99% | +6,32% |

| Ano:               | 2023 | 2024 |
| ------------------ | ---- | ---- |
| Número de pessoas: | 1798 | 1798 |
| Diferença:         |      | +0%  |